# George Brent

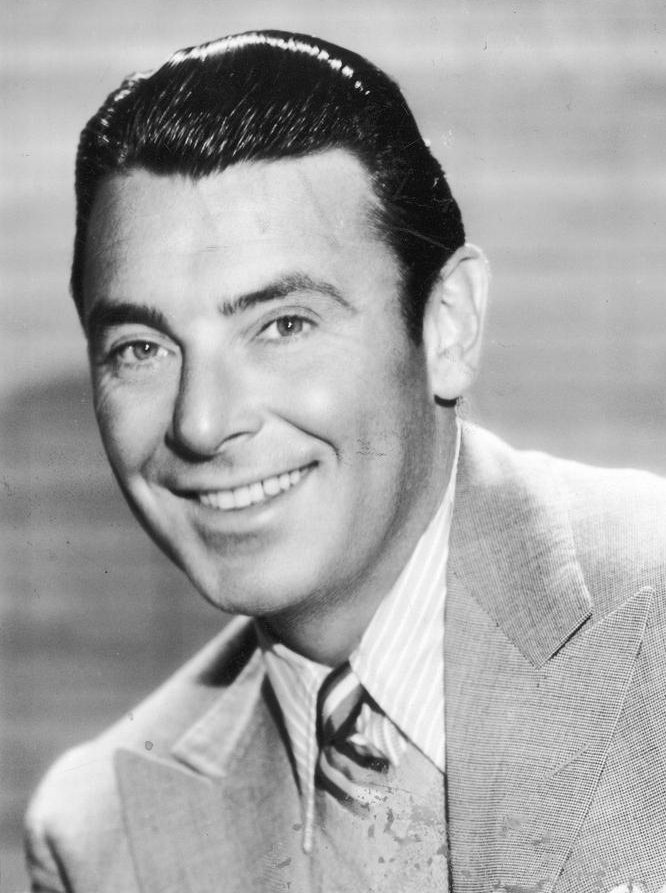
George Brent (1939)

George Brent (* 15. März 1904 in Shannonbridge, Irland; † 26. Mai 1979 in Solana Beach, Kalifornien; eigentlich: George Brendan Nolan) war ein aus Irland stammender US-amerikanischer Filmschauspieler. In Hollywood war er ein bekannter Leading Man in Filmen der 1930er- und 1940er-Jahre, darunter besonders oft an der Seite von Bette Davis.

## Leben
Brent wurde in Irland geboren, gelegentlich wird auch das Geburtsjahr 1899 für ihn angegeben. In den 1910er-Jahren lebte er bereits zeitweise mit seiner Mutter und seiner Tante in New York, kehrte aber später wieder nach Irland zurück. Während des Aufstands der Iren 1920 nahm Brent nach eigenem Bekunden an Einsätzen einer IRA-Einheit teil. Er soll Botengänge für Michael Collins gemacht haben und gelegentlich als dessen Double fungiert haben. Gänzlich gesicherte Informationen über dieses Thema sind aber nicht rekonstruierbar. Nach seiner Rückkehr in die USA im Jahr 1921 nahm er verschiedene Tätigkeiten wahr und landete schließlich eher durch Zufall am Theater. Brent absolvierte Ende der 1920er Jahre erste Auftritte am Broadway.
Mit Aufkommen des Tonfilms zog er nach Hollywood, wo er einen Vertrag mit Warner Brothers unterschrieb. Das Studio war dringend auf der Suche nach einem Darsteller romantischer Liebhaber und engagierte den hochgewachsenen dunkelhaarigen Schauspieler. Brents Darstellung heroischer Helden und seine Auftritte als verlässlicher Partner etablierter weiblicher Stars, mit Auftritten neben Ruth Chatterton in The Rich Are Always With Us und The Crash, Barbara Stanwyck in So Big und Einsame Herzen sowie neben Loretta Young in Weekend Marriage, führten ab 1932 zu seinem raschen Aufstieg im Filmgeschäft. Für Warner spielte er etwa einen arbeitslosen Schauspieler in deren Kassenerfolg, dem Musicalfilm Die 42. Straße aus dem Jahr 1933.
Die Presse verglich Brent mit Clark Gable, und in den nächsten Jahren drehte er mit einigen der bekanntesten Stars der Branche. Es gelang ihm während der Dreharbeiten zu Der bunte Schleier die ansonsten eher zurückhaltende Greta Garbo aus der Reserve zu locken und zu einigen privaten Aktivitäten zu überreden. Bei Warners war Brent, beginnend mit The Keyhole, insgesamt sechsmal der Partner von Kay Francis, so unter anderem in Living on Velvet und Stranded, alle aus dem Jahr 1935, sowie in Der Erbe des Hauses Farrington aus dem Folgejahr. Insgesamt elfmal spielte er an der Seite von Bette Davis, darunter in Jezebel – Die boshafte Lady als ein Lebemann in den Südstaaten des 19. Jahrhunderts und in Opfer einer großen Liebe als ihr gutherziger Arzt. Die beiden hatten auch privat eine längere Affäre.
In den 1940er Jahren ließ die Qualität von Brents Filmen zunehmend nach und er drehte nun häufiger B-Movies. In dem Film-noir-Klassiker Die Wendeltreppe übernahm er 1946 die für ihn untypische Rolle eines psychisch kranken Frauenmörders. Bereits 1953 zog er sich aus dem Filmgeschäft zurück, im Fernsehen übernahm der Schauspieler aber noch bis 1960 einige Rollen. Nach dem Ende seiner Schauspielkarriere züchtete Brent erfolgreich Pferde auf seiner Ranch. Nur 1978 kehrte er noch einmal für eine Rolle als Richter im Familienfilm Die Colson Affäre auf die Leinwand zurück. Im Laufe seiner Karriere spielte Brent in über 100 Film- und Fernsehproduktionen.
Der Schauspieler war insgesamt viermal verheiratet, darunter mit den Schauspielerinnen Ruth Chatterton und Ann Sheridan. Mit seiner letzten Ehefrau Janet Michael, mit der er von 1947 bis zu ihrem Tod 1974 verheiratet war, hatte Brent zwei Kinder. George Brent hat zwei Sterne auf dem Hollywood Walk of Fame, jeweils einen für seine Arbeit beim Film bzw. beim Fernsehen.

## Filmografie (Auswahl)
- 1930: Under Suspicion
- 1932: The Rich Are Always With Us
- 1932: So Big
- 1932: Einsame Herzen (The Purchase Price)
- 1932: Die große Pleite (The Crash)
- 1932: They Call It Sin
- 1933: The Keyhole
- 1933: Die 42. Straße (42nd Street)
- 1933: Der Boß ist eine schöne Frau (Female)
- 1933: Hotel auf dem Ozean (Luxury Liner)
- 1933: Lilly Turner
- 1933: Baby Face
- 1934: Stamboul Quest
- 1934: Der bunte Schleier (The Painted Veil)
- 1935: Living on Velvet
- 1935: Stranded
- 1935: Die Frau auf Seite 1 (Front Page Woman)
- 1935: Spezial-Agent (Special Agent)
- 1935: The Goose and the Gander
- 1935: Lerne lieben ohne zu weinen (In Person)
- 1936: Der Erbe des Hauses Farrington (Give Me Your Heart)
- 1937: Fluß der Wahrheit (God’s Country and the Woman)
- 1937: Gesetz der Berge (Mountain Justice)
- 1938: Goldene Erde Kalifornien (Gold Is Where You Find It)
- 1938: Jezebel – Die boshafte Lady (Jezebel)
- 1938: Swingtime in the Movies
- 1939: Opfer einer großen Liebe (Dark Victory)
- 1939: Die alte Jungfer (The Old Maid)
- 1939: Nacht über Indien (The Rains Came)
- 1941: Vertauschtes Glück (The Great Lie)
- 1942: Ich will mein Leben leben (In This Our Life)
- 1942: Die Gaylords (The Gay Sisters)
- 1942: Silver Queen
- 1944: Experiment in Terror (Experiment Perilous)
- 1945: Oh, Susanne! (The Affairs of Susan)
- 1946: Die Wendeltreppe (The Spiral Staircase)
- 1946: Morgen ist die Ewigkeit (Tomorrow Is Forever)
- 1946: My Reputation
- 1947: Die falsche Sklavin (Slave Girl)
- 1948: Liebe an Bord (Luxury Liner)
- 1949: Die rote Schlucht (Red Canyon)
- 1949: Noras schwache Stunde (Bride for Sale)
- 1949: The Kid from Cleveland
- 1951: Mädchen im Geheimdienst (FBI Girl)
- 1952: Erpresserin (The Last Page)
- 1952: Die Schönste von Montana (Montana Belle)
- 1953: Spionagenetz Tanger (Tangier Incident)
- 1956–1957: Wire Service (Fernsehserie, 13 Folgen)
- 1959: Tausend Meilen Staub (Rawhide, Fernsehserie, eine Folge)
- 1978: Die Colson Affäre (Born Again)